# 李乐山
李乐山（？—？），男，中华人民共和国政治人物，曾任国家计量总局局长、党组书记。